# Gangliostoma guangdongensis
Gangliostoma guangdongensis is een hydroïdpoliep uit de familie Aequoreidae. De poliep komt uit het geslacht Gangliostoma. Gangliostoma guangdongensis werd in 1983 voor het eerst wetenschappelijk beschreven door Xu. 